# Seznam najvišjih železnic
V tem članku so navedene najvišje železnice na svetu. Tabela vključuje samo ne-žične potniške železnice, katerih vrh je nad 3000 metrov nadmorske višine, ne glede na njihovo lokacijo, širino ali vrsto.
Zaradi poenostavitve je absolutna nadmorska višina edino merilo tega seznama, čeprav imata lahko dve nahajališči na popolnoma enaki nadmorski višini drastično različne topografske ali podnebne pogoje. Tako je na primer stalna snežna meja na morski gladini blizu polov, na 3000 metrih v Alpah in na 6000 metrih na nekaterih območjih Andov in Himalaje. Tudi drevesna meja je zelo odvisna od zemljepisne širine, zato so primerjave med višinami v svetovnem merilu težke. V teh visokih nadmorskih višinah sneg, mraz, veter in ostre vremenske razmere predstavljajo za gradnjo in vzdrževanje železnice izziv, kar ima za posledico visoke obratovalne stroške.
Pred odprtjem železniške proge Činghaj–Tibet na Kitajskem, trenutno najvišje na svetu, so bile najvišje tri železnice v andskih državah Peruju in Boliviji. V Alpah ima železnica Jungfrau posebnost, da doseže višino, ki je višja od lokalne snežne meje.

## Seznam

### Trenutne potniške železnice
| Linija                                              | Najvišja točka         | Najvišja višina | Država           | Odprta | Opomba                                                    |
| --------------------------------------------------- | ---------------------- | --------------- | ---------------- | ------ | --------------------------------------------------------- |
| Železniška proga Šining-Golmud-Lasa                 | Postaja Tanggula       | 5068 m          | Kitajska         | 2006   |                                                           |
| Lima–Huancayo                                       | Predor Galera          | 4783 m          | Peru             | 1893   | Najvišja železniška proga v Amerikah                      |
| Rio Mulatos–Potosí                                  | Postaja Cóndor         | 4786 m          | Bolivija         |        |                                                           |
| Cuzco-Titicaca                                      | La Raya                | 4313 m          | Peru             |        |                                                           |
| Salta–Antofagasta                                   | La Polvorilla          | 4220 m          | Argentina · Čile | 1948   | "Tren a las Nubes" turistična proga Salta - La Polvorilla |
| Ekvadorska železnica Quito-Guayaquil                | Urbina                 | 3609 m          | Ekvador          | 1908   | Ponovno odprta leta 2011                                  |
| Železniška proga visokih hitrosti Landžou–Šindžjang | Predor Qilianshan No.2 | 3608 m          | Kitajska         | 2014   | Najvišja hitra proga                                      |
| Železniška proga Jungfrau                           | postaja Jungfraujoch   | 3454 m          | Švica            | 1912   | Najvišja železnica v Evropi, pod zemljo 2350 m.           |
| Leadville, Colorado in Southern Railroad            | Leadville              | 3414 m          | ZDA              |        | Najvišja adhezijska železnica v Severni Ameriki           |
| Železniška proga Gornergrat                         | Postaja Gornergrat     | 3090 m          | Švica            | 1898   | Najvišja železnica brez predora v Evropi                  |
| Cumbres and Toltec Scenic Railroad                  | prelaz Cumbres         | 3054 m          | ZDA              | 1881   | Najvišja ozkotirna železnica v Severni Ameriki            |

### Zaprte železnice
| Linija                                 | Najvišja točka   | Najvišja višina | Država           | Odprta / zaprta | Opomba                                                       |
| -------------------------------------- | ---------------- | --------------- | ---------------- | --------------- | ------------------------------------------------------------ |
| Železnica Manitou in Pike's Peak       | Vrh Pikes Peak   | 4301 m          | ZDA              | 1891 / 2017     | [ 7 ]                                                        |
| Arica–La Paz                           | General Lagos    | 4257 m          | Čile · Bolivija  | 1913            | Zaprta 2005                                                  |
| Antofagasta-La Paz                     | Ascotán          | 3956 m          | Čile · Bolivija  | 1873            | Samo tovorni, prej tudi potniški železniški promet           |
| Denver South Park & Pacific            | predor Alpine    | 3512 m          | ZDA              | 1882 / 1910     |                                                              |
| Mendoza–Los Andes                      | Los Caracoles    | 3176 m          | Argentina · Čile | 1910 / 1984     |                                                              |
| Denver and Rio Grande Western Railroad | prelaz Tennessee | 3116 m          | ZDA              | 1881 / 1997     | Ne obratuje. Lahko se ponovno aktivira, če promet dovoljuje. |